# Tetracnemus bifasciatellus
Tetracnemus bifasciatellus is een vliesvleugelig insect uit de familie Encyrtidae. De wetenschappelijke naam is voor het eerst geldig gepubliceerd in 1919 door Mercet.